# Printemps au Prater
Printemps au Prater est une nouvelle de l'écrivain autrichien Stefan Zweig, parue en 1900. L'œuvre est publiée en deux parties dans la revue mensuelle Stimmen der Gegenwart, Monatsschrift für moderne Literatur und Kritik : la première dans l'édition du 7 octobre 1900 ; la seconde dans celle du 8 novembre 1900.
La nouvelle est traduite en français par Hélène Denis aux Belfond en 1994, puis sous la direction Pierre Deshusses aux Éditions Robert Laffont et par Marie-Ange Roy aux Éditions Gallimard en 2013.

## Résumé
Comme c'est son habitude le dimanche, Lise s'apprête à participer au corso et trépigne d'impatience en attendant l'arrivée de sa couturière qui doit lui apporter sa robe d'apparat. Mais les heures passent et la couturière ne vient pas. Dépitée, la jeune femme mondaine et élégante refuse ce coup du sort et décide malgré tout d'aller au Prater, mais dans l'anonymat. Elle s'y rend vêtue de sa robe la plus simple, dernier témoin de sa vie passée. Une fois rendue, elle retrouve une ambiance et une joie de vivre qu'elle avait oubliées.
Bientôt, elle se laisse séduire par un jeune homme timide. Elle passe des heures à son bras, tantôt parmi la foule, tantôt dans des allées isolées du vaste parc. Peu à peu, le jeune homme s'enhardit et lui fait une cour pressante comme elle n'en a plus connu depuis longtemps. Au détour de ruelles de plus en plus étroites et de moins en moins éclairées, il la conduit chez lui où, brûlante d'envie, elle se donne à lui.
Au lendemain de cette aventure qu'elle sait déjà terminée, elle regarde sa vie avec l'amertume que provoque parfois le regret.

## Commentaires
Écrite quelques mois après Rêves oubliés, Printemps au Prater de Zweig reprend les thèmes de la nostalgie et du regret. On ne sait presque rien de Lise, si ce n'est que c'est une parvenue et que, quelques années plus tôt, elle n'était qu'une paysanne venue tenter sa chance à Vienne. Cette femme est encore jeune et pourtant sa jeunesse - dépeinte par l'animation du Prater qui lui rappelle ses souvenirs - lui semble perdue, étouffée par la nouvelle vie qu'elle a choisi de mener. On imagine qu'elle est une courtisane mondaine et entretenue même si rien n'est dit à ce sujet dans la nouvelle.
Avec déjà beaucoup de talent, l'auteur sait faire revivre le passé et surtout laisser croire au lecteur que tout est à nouveau possible. À un siècle de distance, nous avons tous évoqué des souvenirs heureux avec ceux avec qui nous les avons vécus. Combien ils nous paraissaient encore vifs au point qu'il nous semblait les revivre, rien qu'en les évoquant ! Dans ce récit, Zweig  produit cette étincelle qui rallume tout, un bref, trop bref moment, avant de rendre sa place au crépuscule du présent.

## Éditions en français
- Dans Wondrak, traduit par Hélène Denis, Paris, Belfond, 1994 ; réédition, Paris, Le Livre de poche no 14057, 1996  (ISBN 2-253-14057-0)
- Dans La Confusion des sentiments et autres récits, traduction sous la direction de Pierre Deshusses, Paris, Éditions Robert Laffont, coll. Bouquins, 2013  (ISBN 978-2-221-11662-3)
- Dans Romans, nouvelles et récits, traduit par Marie-Ange Roy, Paris, Éditions Gallimard, Bibliothèque de la Pléiade no 587, 2013  (ISBN 2-253-14057-0)